# Lijst van rijksmonumenten in Medemblik (plaats)
De stad Medemblik telt 84 inschrijvingen in het rijksmonumentenregister. Hieronder een overzicht.
| Object | Oorspronkelijke functie?  | Bouwjaar                                                             | Architect             | Locatie                                | Coördinaten?                 | Nr.?   | Afbeelding |
| --- | ------------------------- | -------------------------------------------------------------------- | --------------------- | -------------------------------------- | ---------------------------- | ------ | --- |
| Pand met bakstenen trapgevel, met aanbouw | Winkel                    | 17e eeuw                                                             |                       | Achterom 11                            | 52° 46' 16" NB, 5° 6' 21" OL | 28346  | Meer afbeeldingen |
| Woonhuis en werkplaats onder een dak. Gevel van woning vernieuwd. Woonhuis zou de woning van de molenmaker van de "Vijf Noorderkoggen" zijn         | Werk-woonhuis             | 18e-19e eeuw                                                         |                       | Achterom 21                            | 52° 46' 17" NB, 5° 6' 18" OL | 28347  | Woonhuis en werkplaats onder een dak. Gevel van woning vernieuwd. Woonhuis zou de woning van de molenmaker van de "Vijf Noorderkoggen" zijn |
| Pand met smal gepleisterd trapgeveltje | Woonhuis                  |                                                                      |                       | Achterom 32                            | 52° 46' 18" NB, 5° 6' 18" OL | 28348  | Meer afbeeldingen |
| Smal pandje, top verloren, deels gepleisterd | Woonhuis                  | 17e eeuw                                                             |                       | Achterom 34                            | 52° 46' 18" NB, 5° 6' 18" OL | 28349  | Meer afbeeldingen |
| Het enige nog aanwezige grachtje in Medemblik. Met bomen beplant, door twee smalle brugjes (modern) met ijzeren balies overspannen                  | Waterweg, werf en haven   |                                                                      |                       | Achterom                               | 52° 46' 17" NB, 5° 6' 21" OL | 28350  | Meer afbeeldingen |
| Pand met ingezwenkte halsgevel met aanzetkrullen; erker met gesneden kroonlijst                                                                     | Woonhuis                  | midden 18e eeuw                                                      |                       | Bagijnhof 19                           | 52° 46' 20" NB, 5° 6' 16" OL | 28351  | Meer afbeeldingen |
| Pand met aan de top enigszins gewijzigde trapgevel                                                                                                  | Werk-woonhuis             |                                                                      |                       | Bagijnhof 44                           | 52° 46' 20" NB, 5° 6' 14" OL | 28352  | Meer afbeeldingen |
| Dubbel kantoorpand met twee gepleisterde topgevels. Rechterpand achter afgesloten, linker pand met gepleisterde achtertop                           | Woonhuis                  |                                                                      |                       | Breedstraat 20                         | 52° 46' 22" NB, 5° 6' 15" OL | 28353  | Meer afbeeldingen |
| Murrayhouse, kantoorpand tussen gepleisterde trapgevels                                                                                             | Woonhuis                  | 17e eeuw                                                             |                       | Breedstraat 22                         | 52° 46' 22" NB, 5° 6' 15" OL | 28354  | Meer afbeeldingen |
| woonhuis tussen gepleisterde trapgevels | Woonhuis                  | 17e eeuw                                                             |                       | Breedstraat 24                         | 52° 46' 22" NB, 5° 6' 15" OL | 28355  | Meer afbeeldingen |
| Gemeentelijke aula | Onderwijs en wetenschap   | 19e eeuw                                                             |                       | Breedstraat 26                         | 52° 46' 22" NB, 5° 6' 14" OL | 28356  | Gemeentelijke aula |
| Objecten in het stadhuis van Medemblik | Bestuursgebouw en onderdl | 1599 en later                                                        |                       | Dam 4                                  | 52° 46' 26" NB, 5° 6' 23" OL | 28357  | Objecten in het stadhuis van Medemblik |
| Voormalige Synagoge | Kerk en kerkonderdeel     | 1808                                                                 |                       | Gedempt Achterom 43                    | 52° 46' 21" NB, 5° 6' 33" OL | 28358  | Meer afbeeldingen |
| Weduwenhuisjes | Bijzondere woonvorm       | 18e-19e eeuw                                                         |                       | Heerensteeg 2                          | 52° 46' 23" NB, 5° 6' 17" OL | 28359  | Meer afbeeldingen |
| Gepleisterd hoekpand met hoog schilddak | Handel en kantoor         | 17e eeuw                                                             |                       | Hoogesteeg 1                           | 52° 46' 13" NB, 5° 6' 31" OL | 28360  | Meer afbeeldingen |
| Waag | Handel en kantoor         | 17e eeuw                                                             |                       | Kaasmarkt 2                            | 52° 46' 15" NB, 5° 6' 26" OL | 28361  | Meer afbeeldingen |
| Bonifatiustoren | Kerk en kerkonderdeel     | 15e eeuw                                                             |                       | Kerkplein 9                            | 52° 46' 23" NB, 5° 6' 13" OL | 28362  | Meer afbeeldingen |
| Bonifaciuskerk | Kerk en kerkonderdeel     | 18e-19e eeuw                                                         |                       | Kerkplein 9                            | 52° 46' 23" NB, 5° 6' 13" OL | 28363  | Meer afbeeldingen |
| Loods | Opslag                    | 18e-19e eeuw                                                         |                       | Achterom bij 23                        | 52° 46' 17" NB, 5° 6' 18" OL | 28364  | Meer afbeeldingen |
| De Vier Noorder Koggen | Bestuursgebouw en onderdl | eerste kwart 17e eeuw                                                |                       | Nieuwstraat 26                         | 52° 46' 22" NB, 5° 6' 22" OL | 28365  | Meer afbeeldingen |
| Pand onder zadeldak tegen hoge topgevel, met boog- en kantblokken                                                                                   | Werk-woonhuis             |                                                                      |                       | Nieuwstraat 40                         | 52° 46' 20" NB, 5° 6' 23" OL | 28366  | Meer afbeeldingen |
| Pand onder zadeldak tegen hoge trapgevel met boogblokken                                                                                            | Werk-woonhuis             | 17e eeuw                                                             |                       | Nieuwstraat 48                         | 52° 46' 19" NB, 5° 6' 23" OL | 28367  | Meer afbeeldingen |
| Pand met brede lage trapgevel | Werk-woonhuis             | 18e eeuw                                                             |                       | Nieuwstraat 58                         | 52° 46' 18" NB, 5° 6' 24" OL | 28368  | Meer afbeeldingen |
| Pand met brede lage trapgevel | Werk-woonhuis             | 18e eeuw                                                             |                       | Nieuwstraat 65                         | 52° 46' 18" NB, 5° 6' 26" OL | 28369  | Meer afbeeldingen |
| Pand met gevel van twee verdiepingen en door gedrukte ingezwenkte top beëindigd                                                                     | Werk-woonhuis             | 1783                                                                 |                       | Nieuwstraat 68                         | 52° 46' 18" NB, 5° 6' 24" OL | 28370  | Meer afbeeldingen |
| Stoomgemaal Vier Noorder Koggen | Gemaal                    | 1869                                                                 |                       | Oosterdijk 5                           | 52° 45' 35" NB, 5° 7' 6" OL  | 28371  | Meer afbeeldingen |
| Hotel wapen van medemblik, blokvormig pand met gevel                                                                                                | Horeca                    | 18e eeuw                                                             |                       | Oosterhaven 1                          | 52° 46' 15" NB, 5° 6' 28" OL | 28372  | Meer afbeeldingen |
| Hoog pand, voor en achter afgesnoten; gevel gepleisterd. Stoep met twee palen en scheidingskettingen                                                | Woonhuis                  | wellicht 17e eeuw                                                    |                       | Oosterhaven 20                         | 52° 46' 18" NB, 5° 6' 32" OL | 28373  | Meer afbeeldingen |
| Laag pand onder dwarskap | Woonhuis                  | 1591                                                                 |                       | Oosterhaven 21                         | 52° 46' 18" NB, 5° 6' 33" OL | 28374  | Meer afbeeldingen |
| Pand met gerestaureerde trapgevel | Handel en kantoor         | 17e eeuw                                                             |                       | Oosterhaven 22                         | 52° 46' 19" NB, 5° 6' 34" OL | 28375  | Meer afbeeldingen |
| Gevel met rechte kroonlijst voor wellicht ouder pand                                                                                                | Woonhuis                  | laat 18e eeuw                                                        |                       | Oosterhaven 25                         | 52° 46' 19" NB, 5° 6' 35" OL | 28376  | Meer afbeeldingen |
| Pand met trapgevel | Woonhuis                  | 17e eeuw                                                             |                       | Oosterhaven 26                         | 52° 46' 20" NB, 5° 6' 35" OL | 28377  | Meer afbeeldingen |
| Pand met gepleisterde trapgevel met boogblokken van gele steen                                                                                      | Woonhuis                  | 18e eeuw (pui)                                                       |                       | Oosterhaven 27                         | 52° 46' 20" NB, 5° 6' 35" OL | 28378  | Meer afbeeldingen |
| Pand met gevel | Woonhuis                  | 18e/19e eeuw of ouder                                                |                       | Oosterhaven 28                         | 52° 46' 20" NB, 5° 6' 36" OL | 28379  | Meer afbeeldingen |
| Twee panden onder zadeldak | Woonhuis                  | 17e eeuw                                                             |                       | Oosterhaven 31                         | 52° 46' 21" NB, 5° 6' 37" OL | 28380  | Meer afbeeldingen |
| Recht afgesloten gevel met omlijste vensters en deur voor ouder pand                                                                                | Woonhuis                  | midden 19e eeuw                                                      |                       | Oosterhaven 36                         | 52° 46' 21" NB, 5° 6' 38" OL | 28381  | Meer afbeeldingen |
| Pand met trapgevel | Woonhuis                  | 1591                                                                 |                       | Oosterhaven 39                         | 52° 46' 22" NB, 5° 6' 39" OL | 28383  | Meer afbeeldingen |
| Recht afgesloten gevel met roeden in de vensters voor wellicht ouder pand                                                                           | Werk-woonhuis             |                                                                      |                       | Oosterhaven 40                         | 52° 46' 22" NB, 5° 6' 39" OL | 28384  | Meer afbeeldingen |
| Pand onder zadeldak tegen rijk met gevelstenen, banden en blokken versierde gevel op gesneden puibalk                                               | Woonhuis                  | 1656                                                                 |                       | Oosterhaven 44                         | 52° 46' 23" NB, 5° 6' 41" OL | 28385  | Meer afbeeldingen |
| Kasteel Medemblik of Radboud | Kasteel, buitenplaats     | laat 13e eeuw (aanleg) 1890-1897 (verbouwing) 15e-17e eeuw (aanbouw) |                       | Oudevaartsgat 8                        | 52° 46' 21" NB, 5° 6' 47" OL | 28386  | Meer afbeeldingen |
| Pand | Woonhuis                  | 17e eeuw (oorsprong)                                                 |                       | Ridderstraat 4                         | 52° 46' 17" NB, 5° 6' 10" OL | 28387  | Meer afbeeldingen |
| Pand; gevel thans gepleisterd en recht afgesloten                                                                                                   | Woonhuis                  | 17e eeuw (oorsprong)                                                 |                       | Ridderstraat 6                         | 52° 46' 18" NB, 5° 6' 10" OL | 28388  | Meer afbeeldingen |
| Pand; gevel thans gepleisterd en recht afgesloten                                                                                                   | Woonhuis                  | 17e eeuw (oorsprong)                                                 |                       | Ridderstraat 8                         | 52° 46' 18" NB, 5° 6' 10" OL | 28389  | Meer afbeeldingen |
| Huize 'Levensavond' (oorspronkelijk Gereformeerd Weeshuis)                                                                                          | Sociale zorg, liefdadigh. | 1765                                                                 |                       | Torenstraat 15                         | 52° 46' 21" NB, 5° 6' 13" OL | 28390  | Meer afbeeldingen |
| Doopsgezinde kerk | Kerk en kerkonderdeel     |                                                                      |                       | Tuinstraat 7                           | 52° 46' 19" NB, 5° 6' 26" OL | 28391  | Meer afbeeldingen |
| Pand met puntgevel met klimmende pilasters | Woonhuis                  |                                                                      |                       | Tuinstraat 24                          | 52° 46' 20" NB, 5° 6' 27" OL | 28392  | Meer afbeeldingen |
| Pand met door lijsten en banden doorregen trapgevel op gesneden puibalk                                                                             | Industrie                 |                                                                      |                       | Vooreiland 10                          | 52° 46' 16" NB, 5° 6' 39" OL | 28393  | Meer afbeeldingen |
| Pand met door lijsten en banden doorregen trapgevel op gesneden puibalk                                                                             | Woonhuis                  |                                                                      |                       | Vooreiland 12                          | 52° 46' 16" NB, 5° 6' 39" OL | 28394  | Meer afbeeldingen |
| Pand met door lijsten en banden doorregen trapgevel op gesneden puibalk                                                                             | Woonhuis                  |                                                                      |                       | Vooreiland 11                          | 52° 46' 16" NB, 5° 6' 39" OL | 28395  | Meer afbeeldingen |
| Pand met van bovenste gedeelte beroofde trapgevel met boogblokken                                                                                   | Opslag                    |                                                                      |                       | Vooreiland 15                          | 52° 46' 17" NB, 5° 6' 40" OL | 28396  | Meer afbeeldingen |
| Hoge rijk geornamenteerde gevel met gezwenkte attiek waarin wapen Veen en twee hoekvazen, voor diep pand met langere achterbouw, beide met topgevel | Woonhuis                  | 17e/18e eeuw                                                         |                       | Vooreiland 22                          | 52° 46' 18" NB, 5° 6' 43" OL | 28397  | Meer afbeeldingen |
| Opzetstuk van poortje met wapen Veen | Gedenkteken               | 18e eeuw                                                             |                       | Pekelharinghaven bij 37                | 52° 46' 18" NB, 5° 6' 43" OL | 28398  | Meer afbeeldingen |
| Sober midden-18e-eeuws pand met zadeldak tussen halsgevel en topgevel                                                                               | Woonhuis                  | 18e eeuw                                                             |                       | Westerhaven 1                          | 52° 46' 14" NB, 5° 6' 26" OL | 28399  | Meer afbeeldingen |
| Pand met gerestaureerde sobere trapgevel | Woonhuis                  | eerste helft 17e eeuw                                                |                       | Westerhaven 10                         | 52° 46' 15" NB, 5° 6' 22" OL | 28400  | Meer afbeeldingen |
| Pand met gerestaureerde sobere trapgevel | Woonhuis                  | eerste helft 17e eeuw                                                |                       | Westerhaven 11                         | 52° 46' 15" NB, 5° 6' 22" OL | 28401  | Meer afbeeldingen |
| In modern verband van machinale steen herbouwde en van blokken in de bogen voorziene trapgevel                                                      | Woonhuis                  |                                                                      |                       | Westerhaven 12                         | 52° 46' 15" NB, 5° 6' 21" OL | 28402  | Meer afbeeldingen |
| Pand met trapgevel waarin boogblokken en fries op gesneden puibalk                                                                                  | Woonhuis                  |                                                                      |                       | Westerhaven 13                         | 52° 46' 15" NB, 5° 6' 21" OL | 28403  | Meer afbeeldingen |
| Pand met trapgevel waarin boogblokken en fries op gesneden puibalk                                                                                  | Woonhuis                  |                                                                      |                       | Westerhaven 14                         | 52° 46' 15" NB, 5° 6' 21" OL | 28404  | Meer afbeeldingen |
| Door brede kroonlijst afgesloten gevel voor ouder pand                                                                                              | Woonhuis                  | 18e eeuw                                                             |                       | Westerhaven 15                         | 52° 46' 15" NB, 5° 6' 20" OL | 28405  | Meer afbeeldingen |
| Pand met gepleisterde recht afgesloten gevel met in de strekken boven de vensters gebeeldhouwde kopjes                                              | Woonhuis                  |                                                                      |                       | Westerhaven 16                         | 52° 46' 15" NB, 5° 6' 20" OL | 28406  | Meer afbeeldingen |
| Vijf traveeën breed recht afgesloten pand | Woonhuis                  | eerste helft 19e eeuw                                                |                       | Westerhaven 17                         | 52° 46' 15" NB, 5° 6' 20" OL | 28407  | Meer afbeeldingen |
| Evangelisch Lutherse Kerk | Kerk en kerkonderdeel     | 17e/18e eeuw                                                         |                       | Westerhaven 18                         | 52° 46' 15" NB, 5° 6' 19" OL | 28408  | Meer afbeeldingen |
| Koggehuis | Bestuursgebouw en onderdl | 1800                                                                 |                       | Westerhaven 20                         | 52° 46' 16" NB, 5° 6' 18" OL | 28409  | Meer afbeeldingen |
| Boerderij, stolphoeve met verhoogd voorhuis aan de westerhaven, waar no                                                                             | Boerderij                 | 1851                                                                 |                       | Westerhaven 26                         | 52° 46' 16" NB, 5° 6' 15" OL | 28410  | Meer afbeeldingen |
| Laat-18e-eeuwse gevel voor ouder pand met topgevel achter                                                                                           | Woonhuis                  | laat 18e eeuw                                                        |                       | Westerhaven 28                         | 52° 46' 16" NB, 5° 6' 14" OL | 28411  | Meer afbeeldingen |
| Pand met tweeling-trapgevel met boogblokken | Woonhuis                  |                                                                      |                       | Westerhaven 30                         | 52° 46' 16" NB, 5° 6' 13" OL | 28412  | Meer afbeeldingen |
| Voormalige Landswerf | Militair verblijfsgebouw  | 1796                                                                 |                       | Landswerf 2                            | 52° 46' 8" NB, 5° 6' 21" OL  | 28413  | Meer afbeeldingen |
| Terrein waarin sporen van bewoning | Archeologisch monument    | Late-Middeleeuwen, Vroege-Middeleeuwen en Bronstijd                  |                       | Herensteeg                             | 52° 46' 23" NB, 5° 6' 13" OL | 340985 | Terrein waarin sporen van bewoning |
| Kosterswoning | Kerkelijke dienstwoning   | 1904                                                                 |                       | Ridderstraat 3                         | 52° 46' 19" NB, 5° 6' 8" OL  | 502371 | Kosterswoning |
| Sint-Martinus | Kerk en kerkonderdeel     | 1904                                                                 |                       | Ridderstraat 5                         | 52° 46' 20" NB, 5° 6' 6" OL  | 502377 | Meer afbeeldingen |
| Pastorie | Kerkelijke dienstwoning   | 1850                                                                 |                       | Ridderstraat 7                         | 52° 46' 20" NB, 5° 6' 5" OL  | 502383 | Pastorie |
| Sint Pieter | Vergadering en vereniging | 1904                                                                 |                       | Ridderstraat 9                         | 52° 46' 21" NB, 5° 6' 6" OL  | 502389 | Sint Pieter |
| Postkantoor | Overheidsgebouw           | 1910                                                                 |                       | Bagijnhof 12                           | 52° 46' 22" NB, 5° 6' 19" OL | 502395 | Postkantoor |
| Toegangshek | Erfscheiding              | 1930                                                                 |                       | Bagijnhof bij 48                       | 52° 46' 21" NB, 5° 6' 12" OL | 502403 | Toegangshek |
| Gemeentehuis | Bestuursgebouw en onderdl | 1940                                                                 | A.J. Kropholler       | Dam 4                                  | 52° 46' 26" NB, 5° 6' 23" OL | 502409 | Meer afbeeldingen |
| Barometer | Straatmeubilair           | 1878                                                                 |                       | Kaasmarkt                              | 52° 45' 12" NB, 5° 5' 50" OL | 502415 | Meer afbeeldingen |
| Voormalig woonhuis | Woonhuis                  | 17e eeuw (bouw) tweede helft 19e eeuw (gevel)                        |                       | Oosterhaven 30                         | 52° 46' 20" NB, 5° 6' 36" OL | 502421 | Meer afbeeldingen |
| De Opper | Dienstwoning              | 1927-1928                                                            |                       | Overtoom 21                            | 52° 46' 21" NB, 5° 6' 1" OL  | 502428 | Meer afbeeldingen |
| Vrijstaande villa | Woonhuis                  | 1862                                                                 |                       | Vooreiland 2                           | 52° 46' 15" NB, 5° 6' 35" OL | 502434 | Meer afbeeldingen |
| Ingangspartij | Begraafplaats en -onderdl | 1871                                                                 | Leonard de Fernelmont | Ingangspartij begraafplaats Westerdijk | 52° 46' 19" NB, 5° 5' 58" OL | 502442 | Meer afbeeldingen |
| Windmotor Brakepolder | Industrie- en poldermolen | 1927                                                                 |                       | Windmotor zuidzijde Brakeweg           | 52° 45' 19" NB, 5° 6' 12" OL | 502448 | Meer afbeeldingen |
| Terrein waarop het wrak van een vijftiende-eeuws zeeschip is gelegen                                                                                | Archeologisch monument    | 15e eeuw                                                             |                       |                                        | 52° 46' 23" NB, 5° 6' 57" OL | 513122 | Terrein waarop het wrak van een vijftiende-eeuws zeeschip is gelegen                                                                        |
| Terrein waarin het wrak van een zeventiende-eeuws waterschip is gelegen                                                                             | Archeologisch monument    | 17e eeuw                                                             |                       |                                        | 52° 46' 11" NB, 5° 7' 14" OL | 513123 | Terrein waarin het wrak van een zeventiende-eeuws waterschip is gelegen                                                                     |
| De Herder | Industrie- en poldermolen | 1695/1989                                                            |                       | Westerdijk 3                           | 52° 46' 20" NB, 5° 5' 58" OL | 527657 | Meer afbeeldingen |